# Buslijn 179 (Amsterdam-Hoofddorp)
Buslijn 179 zijn twee voormalige streekbuslijnen tussen Amsterdam en Hoofddorp via geheel verschillende routes. Daarnaast heeft ook nog een andere lijn 179 in de regio Amsterdam bestaan en ook een lijn 179P.

## Geschiedenis

### Lijn 179 I
Op 29 mei 1983 werd een seizoenslijn 179 ingesteld tussen het Amstelstation en de Holterbergweg ter onsluiting van de volkstuinen aldaar. De lijn verving gedeeltelijk de tot Weesp ingekorte Almerelijn 153 en reed slechts enkele ritten per dag. In 1987 werd de lijn vernummerd in lijn 169 omdat het lijnnummer 179 benodigd was voor de om te nummeren lijn 69. In 1990 verdween deze lijn 169 geheel.

#### Lijn 179P
Na de opheffing van de lijnen 143, 144 en 145 in 1986 na de opening van de westtak van de Schiphollijn kwam het Euromotel zonder openbaar vervoer te zitten. Om de hotelgasten toch van openbaar vervoer te voorzien werd een lijn 179P ingesteld tussen station Lelylaan en het Euromotel. De lijn werd met een VW busje gereden maar soms konden niet alle gasten mee zodat een tweede busje moest worden ingezet. Later verviel de lijn weer.   

### Lijn 179 II

#### Lijn 69

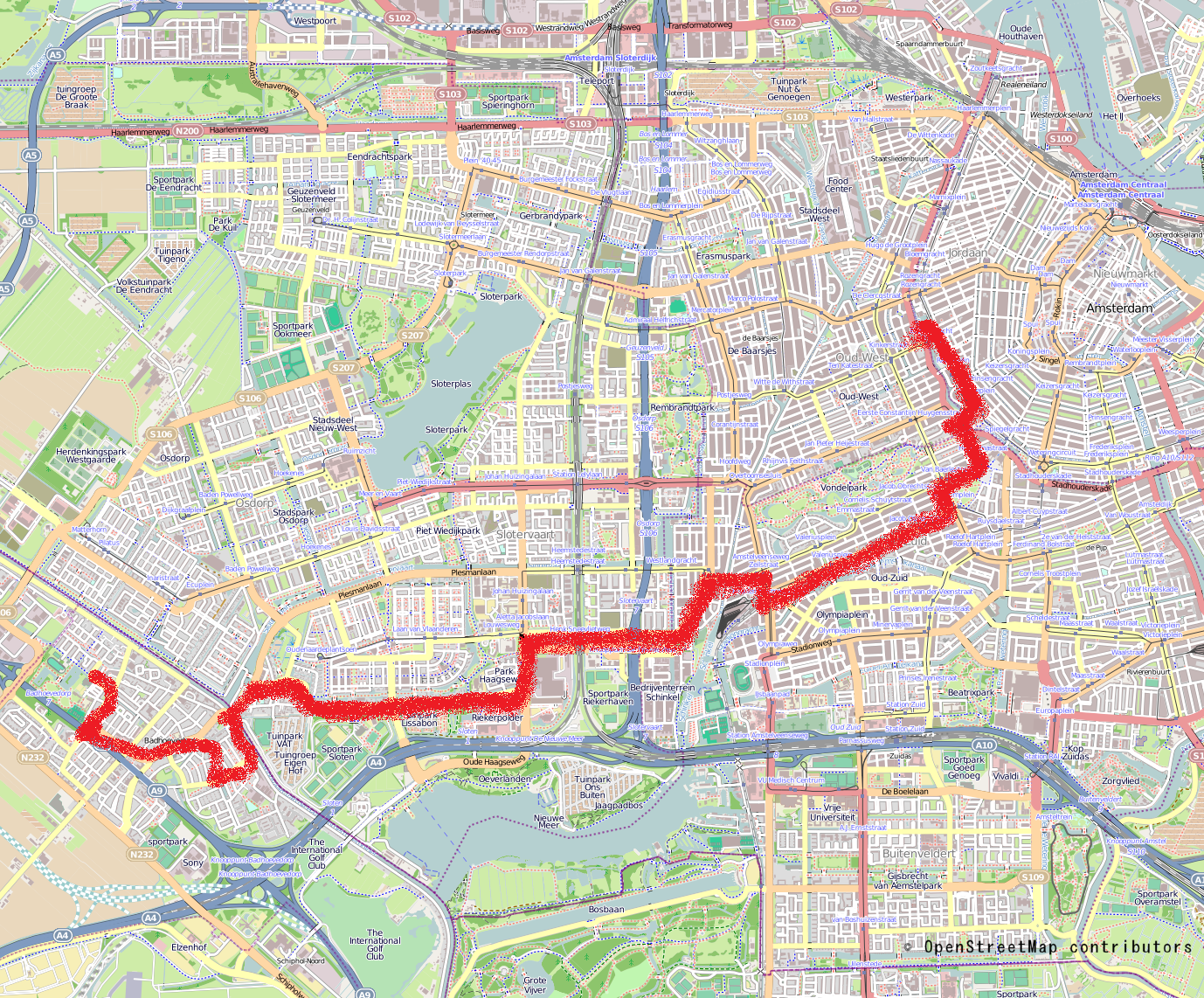
De route van bus 69 in 1982

De lijn begon op 22 november 1970 als buslijn 69, een samenwerkingsverband tussen de toenmalige vervoermaatschappij Maarse & Kroon en het GVB Amsterdam. De lijn kwam ter vervanging van de westelijke tak van GVB buslijn 29 (opvolger van buslijn G en daarvoor tramlijn 21) maar werd vanuit Sloten doorgetrokken naar Badhoevedorp. Alleen in de spits en op zondagochtend bleef GVB lijn 29 ter versterking aanvullende ritten tot Sloten rijden. 
In tegenstelling tot de in 1969 ingestelde lijnen 65 en 66 reden er op lijn 69 uitsluitend rode bussen van het GVB uit Garage West. Maarse & Kroon fuseerde in 1973 met NBM tot Centraal Nederland (CN) dat ook de integratielijnen 56 en 58 naar de Bijlmer exploiteerde tot aan de opening van de metro in oktober 1977. 
In 1980 opende CN garage Amstel III in Bullewijk en met ingang van de winterdienst op 13 oktober werd lijn 69 door CN gereden. Ter aanvulling op/vervanging van lijn 44 volgde er een doortrekking enerzijds naar het busstation Marnixstraat en anderzijds naar Hoofddorp; een aantal ritten werd vanuit Aalsmeer gereden.

#### Lijn 179
In 1987 werd lijn 69 tot 179 vernummerd en drie jaar later overgeplaatst naar een nieuwe garage in Hoofddorp.In 1993 werd lijn 179 gecombineerd met de reeds bestaande lijnen 144 en 145 en reed daarbij vanaf Hoofddorp door naar Nieuw-Vennep waarbij het lijnnumer 179 verdween. Na een half jaar werden alle ritten als lijn 145 gereden. In 1994 werd CN opgedeeld (feitelijk teruggesplitst) in NZH en Midnet; de lijn van Marnixstraat naar Nieuw-Vennep was voortaan een NZH-lijn. In 1999 fuseerden NZH en Midnet met de omringende streekvervoerders tot Connexxion. 
Lijn 145 werd vanaf december 2007 in tien jaar tijd ingekort tot enerzijds Station Hoofddorp en anderzijds Badhoevedorp, en rijdt nu als scholierenlijn. Tussen station Lelylaan, Badhoevedorp en Schiphol rijdt nu lijn 195. Het traject over de Sloterweg is feitelijk een GVB stadsdienst omdat het GVB zelf niet (meer) in Sloten rijdt.

### Lijn 179 III

#### Lijn 20 en 85

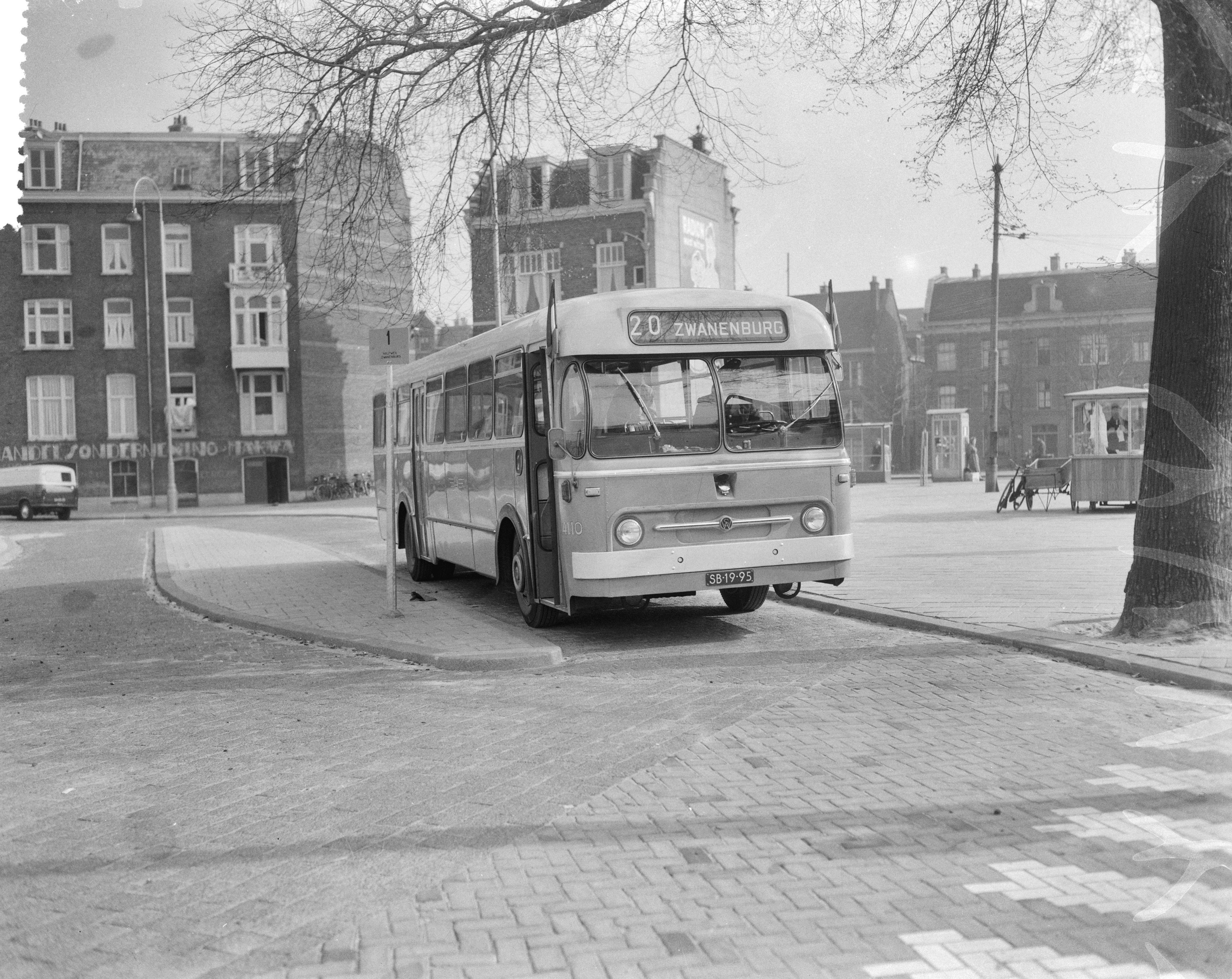
Bolramer op lijn 20 op busstation Elandsgracht, nog voor de opheffing van de tramlijn naar Zandvoort

Aanrijding Bolramer op lijn 85 Jan van Galenstraat op 8 juni 1963

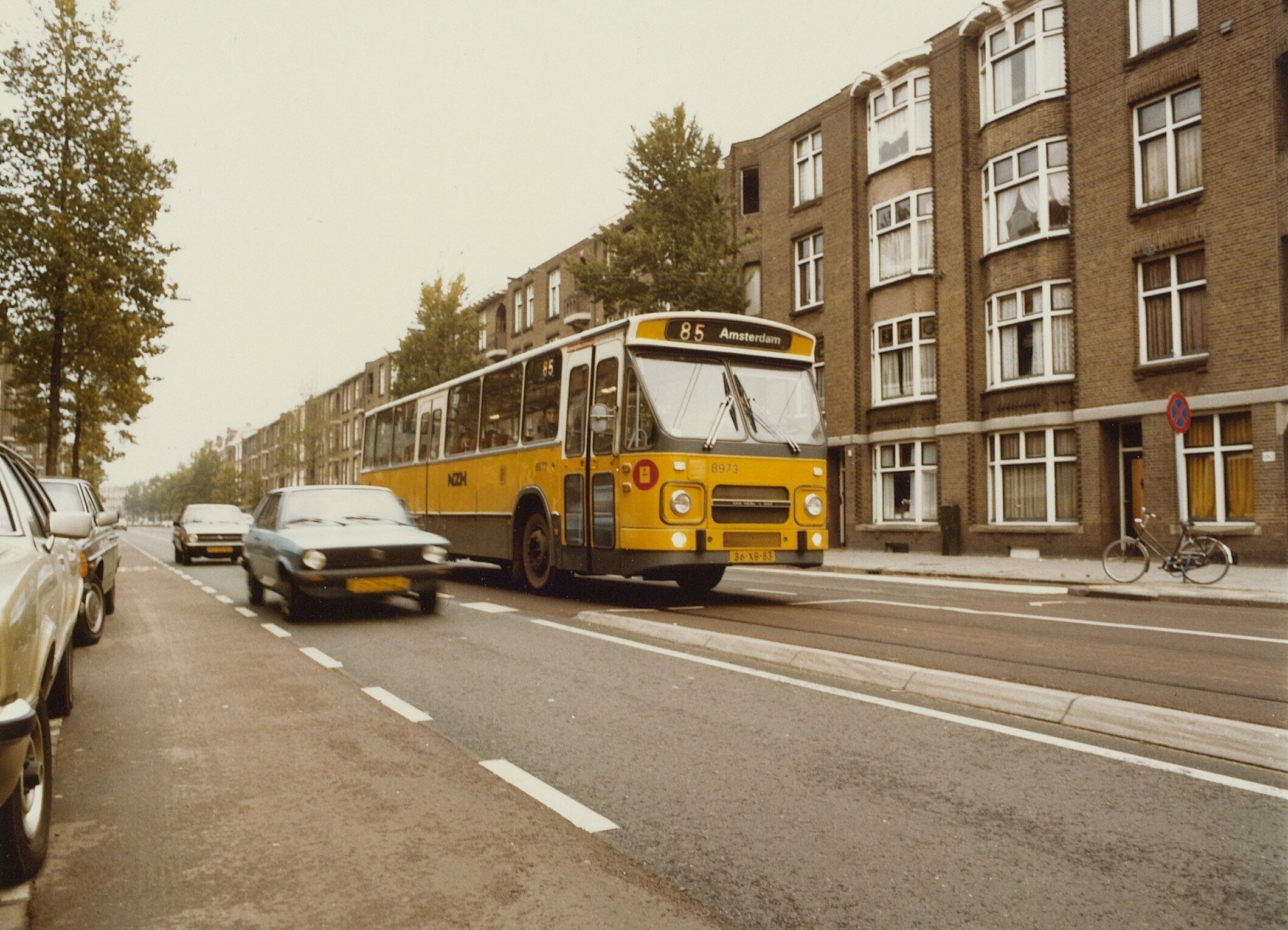
Bus 85 op de Admiraal de Ruiterweg

De derde lijn 179 vindt zijn oorsprong in de kort traject diensten van de NZH
Tramlijn Amsterdam - Zandvoort die reden tussen de Spuistraat in Amsterdam en Halfweg. Op 1 april 1957 was het de NZH niet meer toegestaan met 4-wagentreinen in Amsterdam te rijden en daarom werden een aantal spitsdiensten gereden door bussen. Hieruit ontstond lijn 20 die het busstation Marnixstraat verbond met Halfweg en vandaar een rondje door Zwanenburg reed. De lijn reed in tegenstelling tot lijn 80 via de gehele Haarlemmerweg,  de Admiraal de Ruijterweg en de Jan van Galenstraat. Later kreeg de lijn het lijnnummer 85. Op 16 oktober 1977 kreeg de lijn stadsvervoer bij het ingaan van het zonetarief. De lijn werd in 1994 ingekort tot station Sloterdijk. In mei 1999 werd lijn 85 een Connexxionlijn.

#### Lijn 79
In december 2005 werd lijn 85 vernummerd in lijn 79 en vanaf Zwanenburg doorgetrokken naar Hoofddorp en Aalsmeer. Niet alle ritten reden echter door en de helft van de ritten reed tot Zwanenburg.

#### Lijn 179
In december 2007 werd de lijn vernummerd in lijn 179 en verlegd via het nieuwe Spaarne Ziekenhuis in Hoofddorp. Het traject naar Aalsmeer verviel.

#### Lijn 161
In december 2012 werd de lijn vernummerd in lijn 161 en ingekort tot Halfweg waar langs het nieuwe station Halfweg-Zwanenburg wordt gereden en het traject naar station Sloterdijk verviel. Ook wordt niet meer langs het Spaarne Ziekenhuis gereden.